# Arturo Edwards Ross
Arturo Maximiano Edwards Ross (Valparaíso, Chile, 1861 - La Paz, Bolivia, 22 de mayo de 1889)  fue un empresario, político y filántropo chileno. Parte de la familia Edwards en Chile

## Biografía

### Familia
Fue hijo de Agustín Edwards Ossandón y de Juana Ross Edwards. Hermano de Agustín Edwards Ross. Estudió en el Seminario San Rafael de Valparaíso y posteriormente en Europa.
Casado en Valparaíso el 24 de febrero de 1886 con María Luisa Sutil Borges, con quien no tuvo hijos.

### Beneficencia
Como filántropo fue administrador del Hospital San Vicente de Paul. Miembro de la comisión directiva del Museo de Bellas Artes el 11 de abril de 1887.
Inauguró el certamen de pintura anual "Arturo Edwards" en 1888; creó el Círculo Arturo Prat de San Felipe; creó también una lavandería en el Hospital de Concepción; fue fundador del departamento de huérfanos del Hospicio de Copiapó y el Hospital San Agustín de esa ciudad.
Fundó iglesias como la de Cerro Alegre en Valparaíso, una en Viña del Mar y la capilla de la Rinconada de Putaendo. Donó el gabinete de física y construyó un edificio para los cursos de enseñanza superior del Seminario de San Rafael donde se educó.
En 1888 construyó en Santiago el Palacio Edwards.

### Carrera parlamentaria
Como militante del partido Nacional, fue elegido diputado por Cachapoal para los periodos 1885-1888 y 1888-1891, en ambos periodos integró la comisión de Gobierno y Relaciones Exteriores.

### Muerte
Falleció a los 28 años de edad en La Paz, Bolivia el 22 de mayo de 1889. Sus restos fueron sepultados en Valparaíso.